# Márkus Dezső (jogász)
Márkus Dezső (Paks, 1862. október 13. – Budapest, Józsefváros, 1912. december 3.) jogtudós, királyi törvényszéki bíró, jogi szakíró és szerkesztő.

## Életpályája
Márkus Salamon könyvelő és Behr Fanni fiaként született. A Budapesti Tudományegyetemen 1885-ben fejezte be jogi tanulmányait, majd 1886-ban ügyvéd lett Budapesten. Tagja volt az Ügyvédvizsgáló bizottságnak, 1889-ben a X. Magyar Jogászgyűlésnek jegyzője, a Budapesti Ügyvédi Körnek titkára lett. Az Országos Bírói és Ügyészi Egyesületnek titkára, hivatalos lapjának szerkesztőjeként dolgozott. 1894-től mint beosztott bíró, az igazságügyi minisztérium törvényelőkészítő osztályán dolgozott, részt vett a házassági törvény (1894: XXXI. tc.) előkészítésében. 1906-ban kisegítő, 1911-ben rendes bírói kinevezést kapott a Kúrián. 1889–1893 között a Jogi Szemle című folyóiratot szerkesztette. 1896-tól haláláig a Magyar Törvénytár–Corpus Juris Hungarici millenniumi emlékkiadásának, illetve új folyamának volt a főszerkesztője, ehhez magyarázatokat, utalásokat is készített. 1898–1906 között ő volt a főszerkesztője az első magyar jogi lexikonnak, 1901 és 1904 között pedig – Fodor Árminnal, Kiss Mórral együttműködve – a magyar magánjogról szóló gyűjteményes munkának. Mindemellett számos forrástanulmányt is közzétett, illetve döntvénytárakat is szerkesztett, és a gyakorlatban igen használatosak voltak különféle kommentárjai is (polgári törvénykezési rendtartás, ügyvédségi szervezet, polgári eljárás, házassági jog, ügyvédi díjszabás stb.). Rövid élete ellenére sokat publikált, a Jogtudományi Közlönyben, a Fővárosi Lapokban, a debreczeni királyi táblai Értesítőkben, az Ügyvédek Lapjában, a Jogban, valamint az Egyenlőségben. Tevékeny tagja volt a Magyar Jogászegyletnek, előadásai és felszólalásai sokoldalúságát bizonyították.
1912. december 3-án, ötvenévesen halt meg, Budapesten.

## Családja
Felesége Brück Berta (1867–1954) volt, Brück Simon orvos és Deutsch Fanni lánya, akivel 1887. január 16-án kötött házasságot a Dohány utcai zsinagógában.
Gyermekei:
- Márkus Tibor (1888–1954) ügyvéd
- Márkus György (1889–1951)[5] ügyvéd
- Márkus Ibolyka Viola (1890–1944)
- Márkus Imre (1891–1915) huszárhadnagy
- Márkus Gábor (1893–1944) zongoraművész

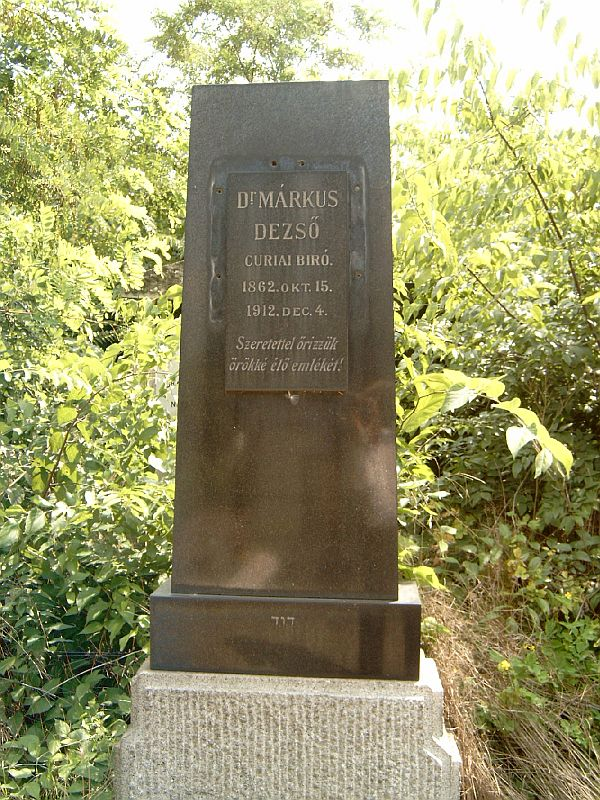
Márkus Dezső sírja Budapesten. Kozma utcai izraelita temető: 5-1-20.

## Főbb művei
- A végrehajtási törvény. Budapest:Singer és Wolfner, 1886. 418 p.
- A Pragmatica Sanctio lényege (Budapest, 1888)
- Külföldi biztosító társaságok Magyarországon: tanulmányok a biztosítási ügy köréből: "The Gresham". Budapest: Brózsa Ottó Ny. 1891. 19 p.
- A házassági jog és az anyakönyvi törvény kézikönyve: az 1894 XXXI., XXXII:, és XXXIII. törvényczikkek és az azokra vonatkozó összes rendeletek és utasítások. Budapest:Grill, 1895. IX:, 672 p.
- A holtkézi törvények Magyarországon (1896)
- A házasságon kívül született gyermek joga (1897)
- A házasságon kívül született gyermek joga. Budapest:Grill K., 1898. 53 p.
- Magyar jogi lexikon (I–VI., Budapest, 1898-1906)
- A Corpus Juris Hungarici és a magánjogi codificatio (Budapest, 1899) Online
- A régi magyar eljárás galliai eredete (Budapest, 1899)
- A biztosító magánvállalatokról (1900)
- Magyar magánjog, I–IV., Budapest, 1901–1904
- Magyar magánjog mai érvényben: törvények, rendeletek, szokásjog, joggyakorlat. I-III. Budapest:Grill, 1906
  - 1. kötet: Jogforrások; Személyjog; Családjog. 4. jav. és bőv. kiad. XXIV, 784 p.
  - 2. kötet: Dologjog. [2. kiad.] XXII, [1], 823 p.
  - 3. kötet: Kötelmi jog; Öröklési jog. 1-4 kiad. XVII, [1], 987 p.
- Magyar közjog (Grill-féle törvénytár, Budapest, 1906)
- Magyar közjog: A hatályban lévő tételes jogforrások alapján. Budapest:Grill, 1907. XLIV, [1], 1015 p.
- A végrehajtási törvény reformja (Budapest, 1907) Online
- Az osztrák általános polgári törvénykönyv mai érvényben. Budapest:Grill, 1907. IV, 335 p.
- Végrehajtási eljárás: bírói ügyvitel, törvények, rendeletek, joggyakorlat. Budapest:Grill, 1907. XI, [2], 749 p.
- A végrehajtási eljárás zsebkönyve: végrehajtási eljárás, bírósági végrehajtók, bírói letétek. Budapest: Grill, 1907. VI, [1], 457 p.
- A végrehajtási eljárás zsebkönyve: az 1881:LX. tc. és az 1908:XLI. tc. alapján. Budapest:Grill, 1908. XLIV, 467 p.
- Az 1909. évi adótörvények. Budapest:Franklin, 1909. VI, 246 p.
- Magyar közjog: a hatályban lévő tételes jogforrások alapján. Budapest:Grill, 1910. XXXVI, 1119 p.
- Az államszolgálat reformkérdései: bürokratizmus, illetmények, végellátás, fegyelmi eljárás. Budapest:Franklin, 1911. 97 p.
- Ungarisches Verwaltungsrecht. Tübingen:Mohr, 1912. XI, 579 p.
- A választójog: két tanulmány. Budapest:Franklin, 1912. 51 p.
- Corpus Juris Hungarici (millenniumi emlékkiadás, illetve új)
- A végrehajtási eljárás zsebkönyve: kiegészítve az 1908:XLI. törvénycikkel. Budapest:Grill Károly, 1913. VIII, 548 p.